# Pronephrium beccarianum
Pronephrium beccarianum är en kärrbräkenväxtart som först beskrevs av Vincenzo de Cesati, och fick sitt nu gällande namn av Holtt. Pronephrium beccarianum ingår i släktet Pronephrium och familjen Thelypteridaceae. Inga underarter finns listade.